# شهرستان مانومن (مینه‌سوتا)
شهرستان مانومن (به انگلیسی: Mahnomen County) یک منطقهٔ مسکونی در ایالات متحده آمریکا است که در مینه‌سوتا واقع شده‌است. شهرستان مانومن ۱٬۵۰۹٫۹۷ کیلومتر مربع مساحت دارد.